# Thorsten Prenzler

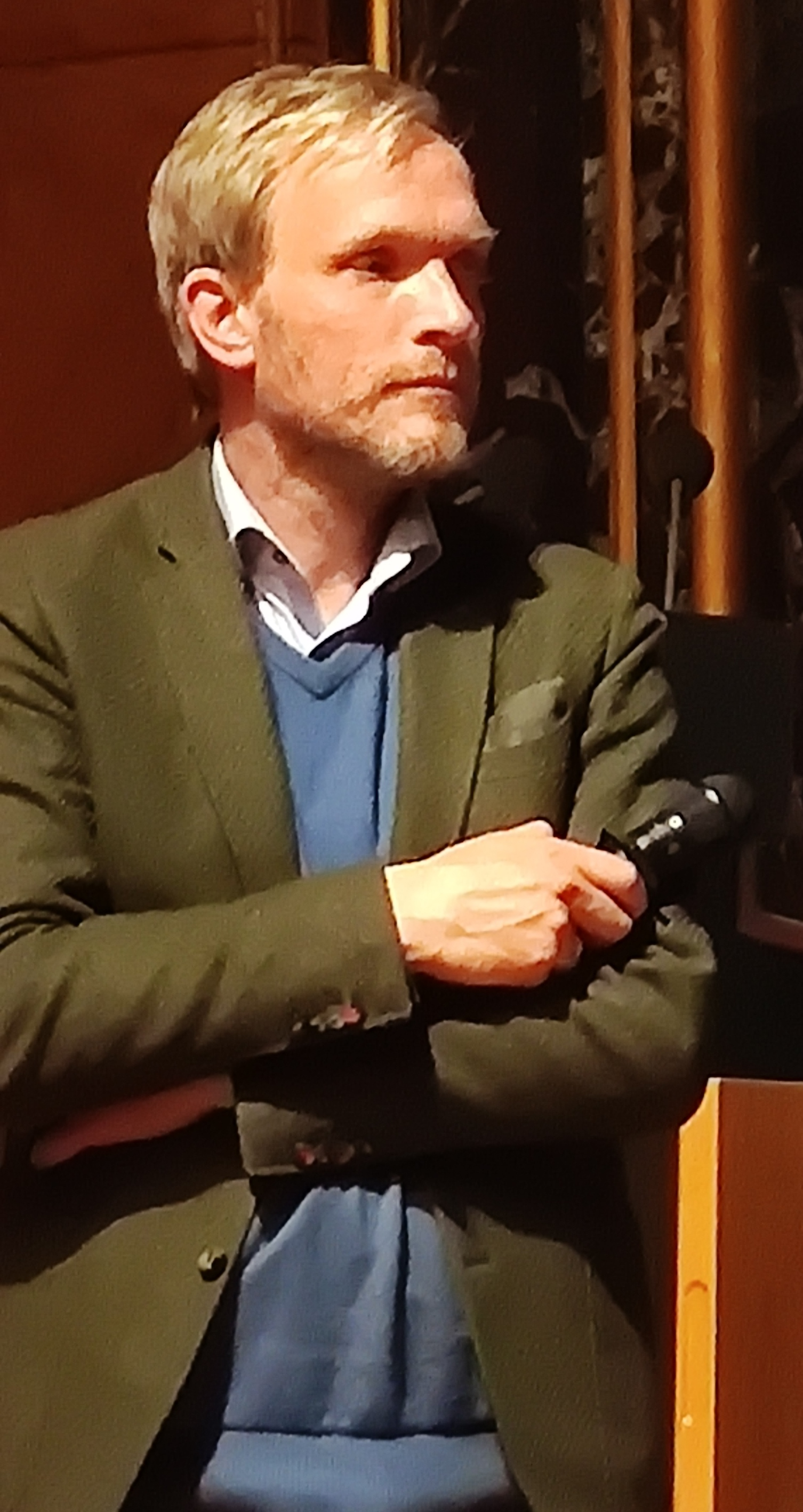
Thorsten Prenzler moderiert ‚Fraktion im Dialog‘ am 26. August 2021 im Hamburger Rathaus.

Thorsten Manfred Prenzler geborener Thümler (* 12. Januar 1971 in Oldenburg) ist ein deutscher Politiker (AfD, vormals bis 2010 CDU). Er ist gelernter Bankkaufmann und war als Thorsten Thümler von 2003 bis 2005 für den Landtagswahlkreis Oldenburg-Land Mitglied des Niedersächsischen Landtages. 2005 löste die Aufdeckung seiner Betrugsdelikte in mehreren Luxushotels die „Thümler-Affäre“ aus, die eine bundesweite Berichterstattung zur Folge hatte und in der niedersächsischen CDU eine Wertedebatte über die charakterliche Eignung von Mandatsträgern auslöste. Seit 2015 ist Thorsten Prenzler hauptamtlicher Geschäftsführer der AfD-Fraktion in der Hamburgischen Bürgerschaft und seit dem 19. August 2020 zudem Vorsitzender der AfD Buchholz/Nordheide.

## Leben

### Herkunft und Ausbildung
Thorsten Thümler wuchs im niedersächsischen Hude auf und ist der Sohn des Politikers Enno Thümler (CDU). Nach dem Abitur auf der Oldenburger Graf-Anton-Günther-Schule im Jahr 1990 absolvierte Thümler bis 1993 eine Lehre zum Bankkaufmann. Als die journalistische Nachwuchsförderung der Konrad-Adenauer-Stiftung im Jahr 1999 den Sammelband „Schicksal Bautzen – Politische Häftlinge der SBZ/DDR erzählen“ herausgab, steuerte Prenzler ein Interview bei, welches er mit dem DDR-Dissidenten Günter Rosenbaum über dessen Verfolgung als Mitglied der Zeugen Jehovas geführt hatte. Darüber hinaus hat Prenzler bis heute keine weiteren Schriften veröffentlicht.
Nach seiner erfolglosen Kandidatur für die Landtagswahlen in Niedersachsen 1998 nahm Prenzler ein Studium der Geschichte und der Politikwissenschaften an der Leibniz Universität in Hannover auf. Während dieser Zeit trat er der als rechts orientiert geltenden Hannoverschen Burschenschaft Ghibellinia-Leipzig bei, aus der er nach Bekanntwerden seines Betrugsskandals im Jahr 2005 ohne formelle Erklärung wieder ausschied.
Sein Studium hatte Prenzler nicht beendet.

### Tätigkeiten vor und nach dem Landtagsmandat
Vor seiner Mitgliedschaft im Niedersächsischen Landtag war Prenzler u. a. Pressesprecher des Bauernverbandes in Bonn sowie des BKK-Landesverbandes Ost in Berlin. Bis zu seinem Einzug in den niedersächsischen Landtag im Jahr 2003 hatte Prenzler zudem für acht Monate als Grundsatzreferent für den brandenburgischen Innenminister Jörg Schönbohm in Potsdam gearbeitet. 

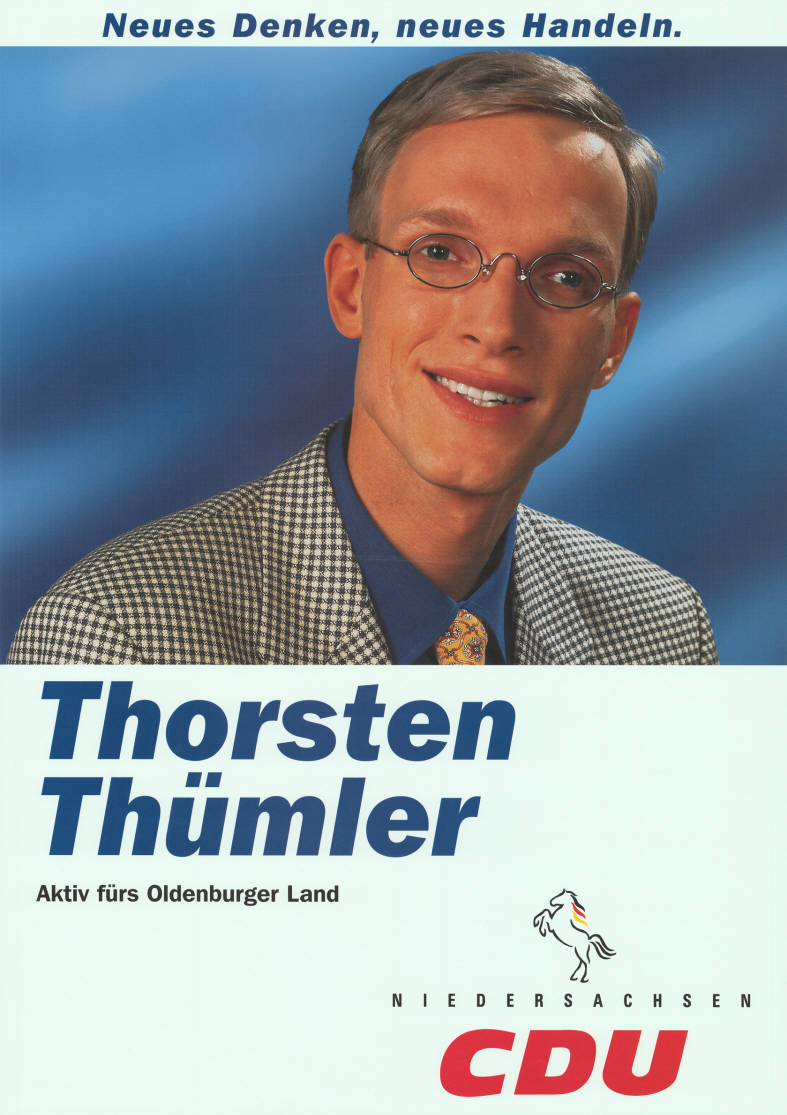
Kandidatenplakat Thorsten Prenzlers zur Landtagswahl in Niedersachsen 1998

Diese Tätigkeit war bereits nach kurzer Zeit von erheblichen Spannungen zu Schönbohm geprägt. Nach dem Niederlegen seines Landtagsmandates im Zuge des Betrugsskandals von 2005 versuchte Prenzler erfolglos, in sein vormaliges Dienstverhältnis zurückzukehren, von dem er 2003 nach seinem Einzug in den Landtag beurlaubt worden war. Da Schönbohm die Rückkehr Prenzlers kategorisch ausschloss, kam es zu mehreren gerichtlichen Instanzen, darunter am 10. Oktober 2005 zu einem Gütetermin vor dem Arbeitsgericht Potsdam, der allerdings keine Einigung brachte. Die von Schönbohm geführte brandenburgische Staatskanzlei weigerte sich weiterhin, Prenzler wieder bei sich aufzunehmen. Als Prenzler wenig später das gegen Schönbohm geführte Verfahren gewann, reichte dieser am 7. Juli 2005 die fristlose Kündigung gegen Prenzler ein. Hierzu erklärte die Sprecherin der Brandenburgischen Staatskanzlei Dorothee Stacke: „Das Innenministerium wird alle rechtlichen Möglichkeiten, darunter eine Berufung gegen das Urteil, prüfen, um eine Weiterbeschäftigung von Herrn Thümler zu verhindern.“
Für das Prozessieren gegen seinen Parteigenossen und ehemaligen Arbeitgeber wurde Prenzler aus der CDU Niedersachsen heftig kritisiert.
Prenzler wechselte einige Zeit später seinen Arbeitsplatz und wurde Pressesprecher der Polizei Brandenburg, in deren Zentraldienst er als Tarifbeschäftigter aufgenommen wurde. Im Jahr 2007 wurde im polizeilichen Amtsblatt bekanntgegeben, dass Prenzler seinen Dienstausweis verloren hatte, weshalb man diesen aus Sicherheitsgründen mit sofortiger Wirkung für ungültig erklärte. Im März 2015 wurde Prenzler zu Beginn der 21. Wahlperiode zum Geschäftsführer der AfD-Fraktion ernannt. Neben seiner politischen Arbeit gehörte Prenzler zahlreichen sozial engagierten Organisationen an. Dazu zählten der „BUND für Umwelt und Naturschutz Deutschland“, die „Paneuropa Jugend“, der „Bund der Steuerzahler“ sowie die „Freunde des Klosters Hude“.

## Politische Karriere und Wirken in der CDU

### Landtagsabgeordneter (2003–2005)
Prenzler hatte mehrmals Mandate der CDU-Niedersachsen inne. So war er zugleich Mitglied im Rat der Gemeinde Hude sowie im Kreistag des Landkreises Oldenburg, wo er die CDU-Fraktion führte. Nachdem Prenzler für die 14. Wahlperiode erfolglos für ein Landtagsmandat kandidiert hatte, gelang ihm nach dem Wahlsieg der CDU bei der Landtagswahl am 2. Februar 2003 schließlich der Einzug. Am 4. März 2003 trat Prenzler als direkt gewählter Abgeordneter für den Landtagswahlkreis Oldenburg-Land in den Niedersächsischen Landtag ein. Damit hatte er zeitgleich drei Mandate inne, was nach seinem Rücktritt 2005 später in den regionalen Medien kritisiert wurde.
Prenzlers nur zwei Jahre währende Zeit als Landtagsabgeordneter war von Affären geprägt, die seine Parteifreunde gegen ihn aufbrachten und jeweils eine bundesweite Berichterstattung zur Folge hatten. Prenzler, der als jugendpolitischer Sprecher seiner Fraktion auftrat, haftete schnell der Ruf eines Hinterbänklers und Erfüllungsgehilfen des umstrittenen Bundestagsabgeordneten Martin Hohmann an. In der überregionalen Presse wurde Prenzler deswegen als „Hinterbänkler für Hohmann“ und „schwarzes Schaf“ bezeichnet. Ebenso fiel Prenzler durch rigorose Forderungen auf, wozu auch gehörte, Graffiti-Sprühern hohe Strafgelder aufzuerlegen, während er in seiner Fraktion gleichzeitig tolerierte, Polizisten das Weihnachtsgeld zu kürzen, was schließlich auch geschah.

### Wirken im Parlament: Kontroversen und Kritik
Thorsten Prenzler galt in seiner rund zweijährigen Zeit im Landtag Niedersachsen als einer der umstrittensten und zugleich untätigsten Abgeordneten und wurde in der eigenen Fraktion sowie in den Medien als „Hinterbänkler“, als „Lümmel“ sowie als „Lümmler“ bezeichnet. Tatsächlich stellte Prenzler in dieser Zeit nur eine einzige „Kleine Anfrage“ an die Landesregierung im Umfang einer halben DIN-A4-Seite. Auf einer weiteren Anfrage der CDU-Abgeordneten Angelika Jahns wurde Prenzler lediglich als Mitzeichner geführt.
Sein Rederecht nutzte Prenzler, der im Landtag in der hintersten Bank auf Platz 61 saß, nur ein Mal. In der Beratung über „Strafmündige Kinder und Heimerziehung“ trat Prenzler für eine zeitlich begrenzte Unterbringung delinquenter Jugendlicher mit Freiheitsentzug ein. In dieser Landtagsrede reizte der damals bereits wegen der Hohmann-Affäre umstrittene Prenzler den SPD-Parlamentarier Wolfgang Jüttner so sehr, dass dieser aus Protest den Plenarsaal verließ und verkündete, der Sitzung nicht länger beiwohnen zu können, solange Prenzler das Wort führe.

### Vorgehen gegen Parteifreunde und Weggefährten
Wie die Nordwest-Zeitung am 22. November 2003 aufdeckte, war Prenzler in der CDU bislang mehrfach durch das „Abstrafen“ von Parteifreunden und Weggefährten aufgefallen. So hatte er im Sommer 2001 erreicht, dass ein Landwirt aus der zu seinem Heimatkreisverband Oldenburg-Land gehörenden Gemeinde Großkneten nicht mehr für den dortigen Kreistag aufgestellt wurde. Hierzu hatte Prenzler zuvor kolportiert, der CDU-Kandidat habe eine zu große Nähe zum SPD-Bundestagsabgeordneten Holger Ortel aufgewiesen.
Im selben Beitrag berichtete die Nordwest-Zeitung über einen Vorfall aus dem Sommer 2002. Damals hatte Prenzler von zwei Mitgliedern der CDU-Gemeinderatsfraktion öffentlich einen „Mandatsverzicht“ gefordert. Zuvor waren beide Personen aus der Fraktion ausgetreten, weil sie eine weitere Zusammenarbeit mit Prenzler als unmöglich ansahen. Recherchen der Zeitung zufolge war Prenzler zehn Monate zuvor nur knapp mit einer Stimme zum Fraktionsvorsitzenden gewählt worden. Hierzu enthüllte die Nordwest-Zeitung:
„Am nächsten Tag rief Prenzler bei einem später ausgetretenen Fraktionsmitglied an und teilte mit, dass er die handschriftlichen Stimmzettel der geheimen Wahl vor sich liegen habe. Zwischenzeitlich habe er die Handschriften auf den Stimmzetteln teilweise erkannt, teilweise verglichen, und wisse nun, wer nicht für ihn, sondern für den Gegenkandidaten gestimmt habe. Daher müssten zwei Fraktionsmitglieder, die auch dem Huder Parteivorstand unter Thorsten Prenzler angehörten, aus dem Huder CDU-Gemeindeverbands-Vorstand ausscheiden. Ferner werde er dafür sorgen, dass beide bei der Kommunalwahl 2006 nicht mehr für die Huder CDU für den Gemeinderat aufgestellt würden.“

### Rolle in der Hohmannaffäre
Erstmals nahm eine breitere Öffentlichkeit Notiz von Prenzler im Zusammenhang mit der Hohmann-Affäre, die kurze Zeit nach seinem Einzug in den niedersächsischen Landtag begann. Nachdem der damalige CDU-Bundestagsabgeordnete Martin Hohmann am 3. Oktober 2003 eine als antisemitisch und israelfeindlich kritisierte Rede gehalten hatte, die den Eindruck von Holocaust-Relativierung erzeugte, wurde er kurze Zeit später aus der CDU-Bundestagsfraktion und aus der CDU ausgeschlossen. Prenzler habe Hohmann während seiner Tätigkeit als Grundsatzreferent für den Innenminister des Landes Brandenburg Jörg Schönbohm näher kennengelernt und sich mit dessen Ideen vertraut gemacht. Angeblich aufgrund dieser Nähe fühlte sich Prenzler später zur Solidarität mit Hohmann verpflichtet. Hierzu bekundete er in einer Zeitungsannonce, die der Journalist Fritz Schenk als Appell zu dessen Unterstützung verfasst hatte, „kritische Solidarität“ mit Hohmann.
Erst nach massivem innerparteilichem Druck distanzierte sich Prenzler, der in der CDU-Landtagsfraktion unterdessen erheblich an Rückhalt verloren hatte, von seiner Unterschrift und kam so einem eigenen Ausschlussverfahren zuvor. Hierzu hatte er eine radikale Kehrtwende vollzogen und erklärt, die Rede Hohmanns nun doch abzulehnen. Ferner sei er der Ansicht, dass „die Gräueltaten des Nationalsozialismus einzigartig und nicht vergleichbar sind.“ Als nachträgliche Rechtfertigung führte Prenzler schließlich an, mit seiner Anzeige „lediglich den Verfahrensablauf in der CDU/CSU-Bundestagsfraktion“ kritisiert haben zu wollen. In den Medien wurde Prenzler wegen seiner Nähe zu Hohmann hämisch „Deutsch-Thümler“ genannt.
Durch Prenzlers Solidarisierung mit als antisemitisch kritisiertem Gedankengut geriet die CDU-Landtagsfraktion in Hannover unter erheblichen Druck. Unter dem Titel „Null Toleranz bei Intoleranz – CDU Niedersachsen muss Grenzen gegen Rechtspopulismus klar ziehen“ beantragte die SPD-Fraktion am 17. November 2003 eine aktuelle Stunde, um Prenzlers Verstrickungen in die Hohmann-Affäre im Plenum zu erörtern. Trotz seines schuldhaften Verhaltens war Prenzler nicht bereit, die Verantwortung gegenüber seiner Fraktion auf sich zu nehmen, sondern verweigerte die Aussage und verfolgte die Debatte stattdessen von (seinem) Platz 61 auf der hintersten Reihe des Plenarsaals. Sigmar Gabriel forderte Prenzler auf, zu erklären, wie er zu dem Standpunkt gekommen sei, dass Hohmanns Äußerungen „keineswegs antisemitisch“ gewesen seien, und stellte die Frage in den Raum, ob Prenzler tatsächlich geeignet sei, die CDU-Fraktion als jugendpolitischer Sprecher zu vertreten. Grünen-Fraktionschefin Harms nannte Prenzlers späte Distanzierung eine „dürre Erklärung“. Der Reputation ungeachtet, die Prenzlers Vater, der ehemalige CDU-Landtagsabgeordnete Enno Thümler, innerhalb der niedersächsischen CDU genoss, ergriffen in der Debatte trotz mehrfacher Aufforderung durch Harms weder David McAllister noch Christian Wulff das Wort, um Prenzler zu verteidigen.

### Mangelnde Distanz zu rechtsextremistischem Gedankengut und neurechten Kreisen
Die Hohmann-Affäre war nicht der einzige Fall, dessentwegen Prenzler mangelnde Distanz zu rechtsextremem Gedankengut erkennen ließ. In seiner Heimat Hude hatte sich Prenzler unter anderem gegen eine Umbenennung der Carl-Diem-Straße starkgemacht. Der NS-Funktionär Carl Diem war seit 1933 unter anderem Generalsekretär des olympischen Organisationskomitees in Deutschland gewesen. In einem Aufsatz im „Reichssportblatt“ vom 25. Juni 1940 rühmte er „mit atemloser Spannung und steigender Bewunderung diesen Sturmlauf, diesen Siegeslauf“ durch Frankreich, stand „staunend vor den Taten des Heeres“ und schrieb, dass „der sportliche Geist, in dem Deutschlands Jungmannschaft aufgewachsen ist“, erst den „Sturmlauf durch Polen, Norwegen, Holland, Belgien und Frankreich“, den „Siegeslauf in ein besseres Europa“, ermöglichte. Auch der Satz „Sport ist freiwilliges Soldatentum“ stammt von Diem. Noch am 18. März 1945 rief er Mitglieder der Hitlerjugend in einer flammenden Rede im Kuppelsaal des Berliner Olympiageländes zu einem „finalen Opfergang für den Führer“ auf. Aus diesem Grund sorgte die Begründung Prenzlers für Empörung, man könne doch nicht alle Straßen nach Political-Correctness-Gesichtspunkten umbenennen.
Thorsten Prenzler war 2003 nicht der einzige aufstrebende CDU-Politiker, der im niedersächsischen Landesverband wegen rechtsnationaler Positionen negativ auffiel. Neben Prenzler löste auch der CDU-Kommunalpolitiker Jürgen Bregulla einen Skandal aus, indem er Ausländer als einen Tumor bezeichnet hatte, „der die Gesundheit unserer Gesellschaft bedroht.“ Auch hatte der ehemalige Bundeswehrhauptmann Bregulla die Forderung erhoben, „den politischen Chirurgen zu finden, der diesen Tumor wegoperiert“. Dies sei „eine Schicksalsfrage unseres Volkes“. Sowohl Prenzlers Rolle in der Hohmann-Affäre als auch Bregullas rechtsextremistische Äußerungen stürzten die CDU Niedersachsen in eine schwere Vertrauenskrise. Am 17. November 2003 wurden auf Antrag der SPD-Fraktion beide Fälle in einer aktuellen Stunde mit dem Titel „Null Toleranz bei Intoleranz – CDU Niedersachsen muss Grenzen gegen Rechtspopulismus klar ziehen“ im niedersächsischen Landtag aufgearbeitet. Während Bregulla die CDU schließlich 2004 verließ, durfte Prenzler im Landtag verbleiben. Um sich glaubhaft von rassistischen und rechtsnationalen Positionen zu distanzieren, brachte die CDU-Fraktion gemeinsam mit allen anderen Parteien im April 2004 den Antrag „Ausländerfeindlichkeit und Gewalt verurteilen – Integration fördern“ in den Landtag ein.
Als Geschäftsführer der AfD-Bürgerschaftsfraktion und Initiator der Veranstaltungsreihe „Fraktion im Dialog“ empfing Prenzler am 24. Januar 2018 das ehemalige NPD-Mitglied Bernd Kallina im Hamburger Rathaus. Kallina sprach zum Thema „Realität und Abbild – Die Wahrheit der Medien“. Die „BILD-Zeitung“ in Hamburg thematisierte die Veranstaltung und berichtete, dass Kallina Mitglied des völkischen „Witikobundes“, der früheren Heimat von Ex-Nazis und Holocaust-Leugnern sei. Ferner ist Kallina laut BILD auch Mitglied der vom Bayerischen Landesamt für Verfassungsschutz beobachteten rechtsextremistischen Burschenschaft „Danubia“.
Auf Betreiben Prenzlers lud die AfD-Bürgerschaftsfraktion im März 2018 die Initiatorin der ersten Hamburger „Merkel-Muss-Weg“-Demonstrationen, Uta Ogilvie, ins Hamburger Rathaus ein. Die neurechte Bloggerin sprach dort zum Thema „Freiheit ist immer die Freiheit der Andersdenkenden“.,
Die Organisatoren der Hamburger „Merkel-Muss-Weg“-Kundgebungen werden seit 2018 vom Hamburger Landesamt für Verfassungsschutz beobachtet. An den Kundgebungen beteiligten sich laut Hamburger Verfassungsschutz zahlreiche Rechtsextremisten: „Neben NPD-Angehörigen, zu denen der amtierende Hamburger Landesvorsitzende Lennart Schwarzbach gehörte, folgten Unterstützer der mittlerweile aufgelösten Kameradschaft ‚Sektion Nordland‘, Sympathisanten der ‚Identitären Bewegung‘, Burschenschaftler, subkulturelle Rechtsextremisten, rechtsextremistische Hooligans und Reichsbürger dem Aufruf der ‚Merkel muss weg!‘-Veranstalter. Berührungsängste der politisch unzufriedenen, mutmaßlich eher bürgerlichen Klientel gegenüber den Rechtsextremisten waren zu keinem Zeitpunkt wahrnehmbar.“
Innerhalb der AfD gehört Thorsten Prenzler neben AfD-Politikern wie Martin Hohmann, Albrecht Glaser oder Maximilian Krah zum Typus ehemaliger rechtsnationaler CDU-Abgeordneter. Hohmann war 2016 der AfD beigetreten und zog 2017 in den Deutschen Bundestag ein. Das Bundesamt für Verfassungsschutz wies Hohmann in einem Gutachten zur AfD aus dem Jahr 2019 eine „explizite Sympathie“ für die rechtsextremistische Identitäre Bewegung nach, weil diese laut den Worten Hohmanns die politische Vielfalt bereichere. Hohmann wünschte der Identitären Bewegung „bei diesem Weg weitere Erfolge“. Hohmann trat auf Veranstaltungen u. a. gemeinsam mit dem Rechtsextremisten Björn Höcke als Redner auf.

## Straftaten in Luxushotels

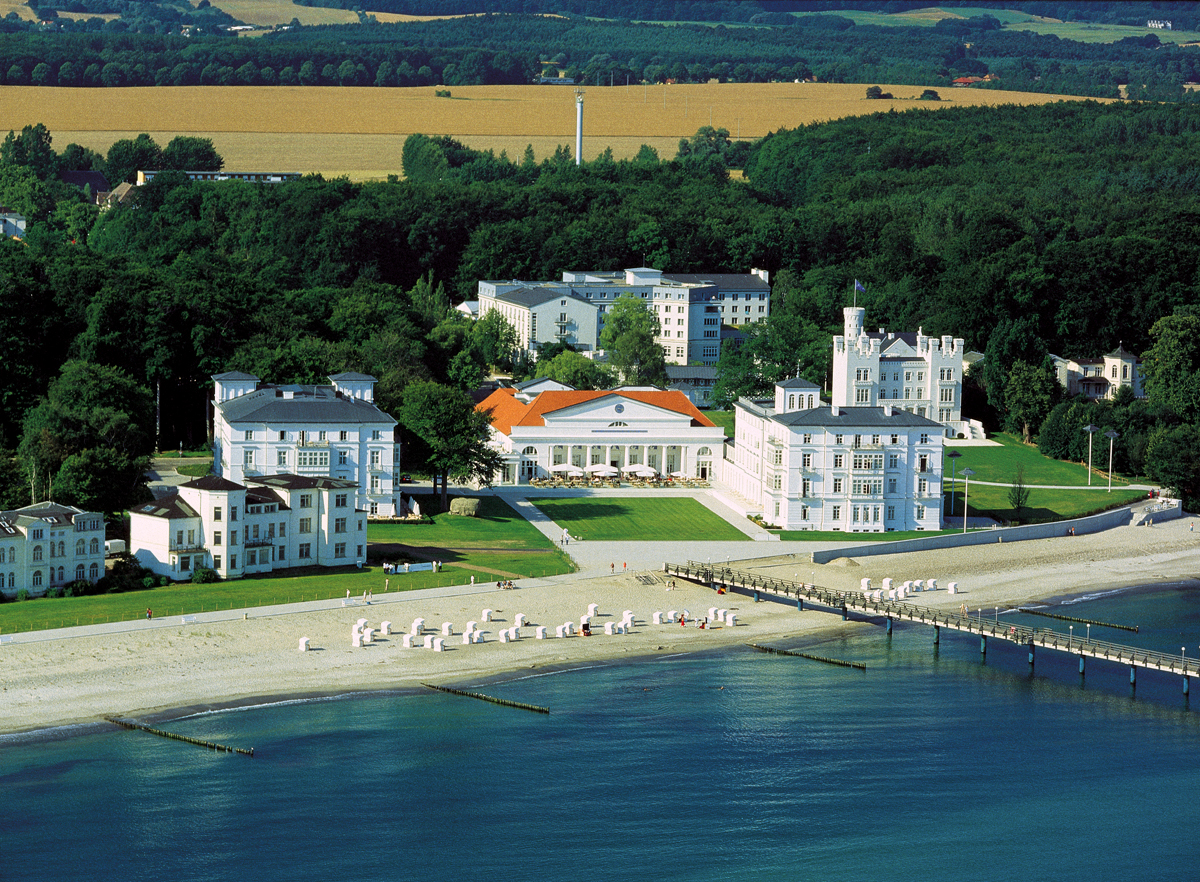
Hier übernachtete Thorsten Prenzler als „Reisejournalist“ mit seiner heutigen Ehefrau (Doppelzimmer mit Seeblick: 320–780 Euro).

Im Jahr 2005 wurde bekannt, dass Thorsten Prenzler während seiner Zeit als Landtagsabgeordneter wiederholt kriminellen Aktivitäten nachgegangen war, was nach deren Enthüllung durch die Nordwest-Zeitung letztlich das sofortige Ende seiner politischen Laufbahn zur Folge hatte. Die Aufdeckung von Prenzlers Betrugsdelikten stand am Anfang der so genannten Thümler-Affäre, die mehrere Wochen bundesweit Schlagzeilen machte und eine zweijährige Berichterstattung zur Folge hatte. Die Thümler-Affäre stellt bis heute ein einzigartiges Ereignis in der politischen Geschichte der CDU Niedersachsen dar und löste eine Wertedebatte über die charakterliche Eignung von Mandatsträgern aus.
Den Ermittlungen der Staatsanwaltschaft Oldenburg zufolge hatte sich Prenzler in drei Luxushotels auf Binz und Rügen als Reisejournalist vorgestellt, um sich und seiner Lebensgefährtin kostenlose Übernachtungen zu erschleichen. Hierzu legte er einen 1991 ausgestellten Presseausweis des Deutschen Journalisten Verbands (DJV) vor, den er aus seiner Zeit in der Pressestelle des Bauernverbandes Brandenburg besaß, und faxte Kopien mit Beiträgen aus seinem Abgeordnetenbüro in Hannover in die Hotels. Ebenfalls gab er vor, eine Medienagentur zu betreiben, für die er die Telefonnummer seines Abgeordnetenbüros angab. Die eingereichten Artikel hatte er vorher derart verändert, dass die Namen in der Autorenzeile entfernt waren. Im Kempinski-Grand-Hotel Heiligendamm gelang es Prenzler dadurch, mit seiner Lebensgefährtin in der Nacht vom 12. auf den 13. Juni 2005 kostenfrei zu übernachten.

### Betrugsversuche

#### Kurhaus Binz und die „Norddeutsche Medien- & Marketingagentur“
Die Hintergründe des Betrugs im Luxushotel Kurhaus Binz, die Prenzler letztlich zum Verhängnis wurden, hat Astrid Ehring, die Pressesprecherin der Unternehmensgruppe „Travel Charme Hotels Berlin“, ausführlich beschrieben. Aufgrund ihres engen Kontaktes zu Prenzler, konnte sie authentisch schildern, wie der damalige CDU-Politiker die Gutgläubigkeit seiner Gegenüber ausnutzte, um sich auf ihre Kosten zu bereichern. Ehring zufolge war sie im Juni 2005 erstmals telefonisch von Prenzler kontaktiert worden. Dabei habe dieser ihr erklärt, einen Artikel zum Thema „Wellness-Oasen in Mecklenburg-Vorpommern“ in den Tageszeitungen unterbringen zu wollen. In dem Gespräch habe sich Prenzler als Geschäftsführer der „Norddeutschen Medien- & Marketingagentur“ vorgestellt. Wie das Amtsgericht Oldenburg später feststellte, erfand er hierzu einen Briefkopf und gab eine falsche Geschäftsadresse an. Diese gehörte zur Penthouse-Wohnung von Prenzlers Lebensgefährtin in der gut situierten Hannoverschen Südstadt. Eine Eintragung im Handelsregister existierte zu dieser Adresse nicht. Die angegebene Telefonnummer führte hingegen direkt auf das Mobiltelefon Prenzlers, wohingegen die aufgeführte Faxnummer zu einem Apparat in seinem Abgeordnetenbüro im niedersächsischen Landtag gehörte.

Route des „Reisejournalisten“ Thorsten Thümler im Sommer 2005.

Weiter berichtet Ehring, Prenzler habe ihr am Telefon gesagt, ihm sei das Travel Charme Kurhaus Binz aufgefallen, welches er gern weiterempfehlen würde. Zu diesem Zweck wolle er vor Ort recherchieren. Insgesamt habe Prenzler sein Vorhaben ausführlich erklärt und unverzüglich seinen Journalistenausweis gefaxt. Gleichwohl hat seine Geschichte bei Ehring für Skepsis gesorgt, da Prenzler angab, die von ihm geführte „Norddeutsche Medien- und Marketingagentur“ beliefere nicht nur regelmäßig niedersächsische Tageszeitungen, sondern auch große Nachrichtenagenturen wie dpa und epd. Wenig später stellte Ehring fest, dass Prenzler sie belogen hatte. Nicht nur war dessen Agentur weder im Kroll Presse-Taschenbuch noch im Verzeichnis „Touristik Medien“ zu finden. Auch das Telefonbuch enthielt keinen Eintrag und selbst die Google-Suche fand als Ergebnis nur einen Landtagsabgeordneten namens Thorsten Thümler, jedoch keine Agentur mit dem gesuchten Namen. Aus diesem Grund wurde Ehring misstrauisch und bat um Arbeitsproben. Kurze Zeit später erhielt sie einige Artikel, darunter auch einen Reisebericht aus Tunesien, den Prenzler wörtlich aus der Nordwest-Zeitung übernommen hatte, zum Teil mit Kürzeln von Nachrichtenagenturen, jedoch alle ohne Autorennachweis.
Eine Nachfrage bei der Nordwest-Zeitung, die angeblich Artikel seiner Agentur abgenommen hatte, brachte keine Aufklärung. Thorsten Prenzler [damals Thümler] war dort nicht als Journalist bekannt. Daraufhin schickte Ehring Prenzler ein Fax, wonach es Journalistenrabatt nur bei Vorlage von namentlich gekennzeichneten Artikeln gebe. Daraufhin ließ Prenzler nichts mehr von sich hören. Für Ehring war die Sache damit erledigt gewesen. Die Nordwest-Zeitung ließ allerdings nicht locker, sondern recherchierte nach ihrer Anfrage weitere Fakten. Unmittelbar nach dem Aufkommen erster Verdachtsmomente gegen Prenzler nahmen ihre Redakteure Kontakt zu ihm auf, um ihn zur Tätigkeit der „Norddeutschen Medien- und Marketingagentur“ zu befragen. Prenzler belog die anfragenden Journalisten, indem er erklärte: „Die Agentur ist erst im Aufbau, ich habe damit noch keinen einzigen Cent verdient.“ Relativierend fügte er hinzu, das Schreiben sei sein Hobby, weshalb er in ganz Deutschland unterwegs sei. Ferner versuche er, seine journalistische Arbeit mit Urlaubsreisen zu kombinieren.
Wie sich nun herausstellte, stammten die von Prenzler gefaxten Artikel nicht aus seiner Feder. Um dies zu verschleiern, hatte er die Autorenzeilen gelöscht und damit Urheberschaft der Texte für sich in Anspruch genommen. Am 17. Juni 2005 veröffentlichte die Nordwest-Zeitung deswegen einen Leitartikel über Prenzlers Betrügereien, der rasch große Aufmerksamkeit erzeugte. Wenig später bat die dpa Ehring um eine Stellungnahme und schickte den Vorgang als „Thema des Tages“ über den Ticker. Die Meldung erschien daraufhin bundesweit in den Tageszeitungen. Weitere Anrufe von niedersächsischen Zeitungen folgten, auch das Fernsehen war interessiert. Jetzt wurde deutlich, dass das mediale Interesse an dem Betrugsskandal des CDU-Politikers enorm war.

#### Weitere Betrugsfälle
Im Zuge von Recherchen der „Bild-Zeitung“ wurde bekannt, dass Prenzler neben den ihm vom Amtsgericht Oldenburg nachgewiesenen Betrugsfällen auch in anderen Luxushotels als falscher Reisejournalist übernachtet hatte. Hierzu zählten das Schlosshotel Gutshaus Ludorf bei Waren/Müritz und das Herrenhaus Boldevitz bei Bergen auf Rügen. Alexandra von Wersebe, die Geschäftsführerin des Hotels, äußerte: 
„Ich werde den Niedersächsischen Landtag anschreiben, alle Spesen und Ausgaben, die Herr Thümler verursacht hat, von ihm einfordern. Neben den 120 Euro Übernachtungskosten sind das auch die Telefongebühren und mein Aufwand, den ich für den Herrn betrieben habe. Schließlich habe ich meine Dienstreise früher beendet, um ihn persönlich durch unser Haus begleiten zu können. Sollte Herr Thümler nicht freiwillig zahlen, klage ich mein Geld ein.“ – Alexandra von Wersebe, Geschäftsführerin Schlosshotel Gutshaus Ludorf 
Da Prenzler die Forderungen auf Anraten seines Rechtsanwalts privat beglich, konnte er die Aufnahme der Delikte in die Anklage der Staatsanwaltschaft verhindern.

#### Mögliche Komplizenschaft von Prenzlers Lebensgefährtin
Im Rahmen der medialen Berichterstattung stellte sich heraus, dass Prenzlers damalige Verlobte und heutige Ehefrau die Aktivitäten ihres Partners offenbar auch aktiv unterstützt hatte. Demnach hatte Frauke Prenzler, die damals auch als Mitarbeiterin ihres Lebensgefährten im Landtag von Hannover arbeitete, dem Kurhaus Binz in ihrem Namen eine E-Mail geschickt und nach einem Doppelzimmer für die Nacht vom 12. auf den 13. Mai 2005 gefragt. Wie die Nordwest-Zeitung aufdeckte, schrieb Frauke Prenzler folgende Zeilen an die Hotelmitarbeiter:
„Eventuell verlängern wir vom 13. auf den 14. Mai, falls dies bei Ihnen möglich ist und die Berichterstattung dies erfordert.“ – Frauke Prenzler, Mitarbeiterin und Lebensgefährtin des Landtagsabgeordneten Thorsten Thümler
Diese Aussage deutet darauf hin, dass Frauke Prenzler aktiv an den Straftaten ihres heutigen Ehemannes mitgewirkt haben könnte. Im späteren Strafprozess gegen Thorsten Prenzler versuchte sie, die Verantwortung auf sich zu nehmen. Das Gericht glaubte ihrer Aussage nicht und hatte deswegen bereits im Vorfeld ein Strafverfahren gegen sie eröffnet.

### Rücktrittsverweigerung und Ende der politischen Karriere

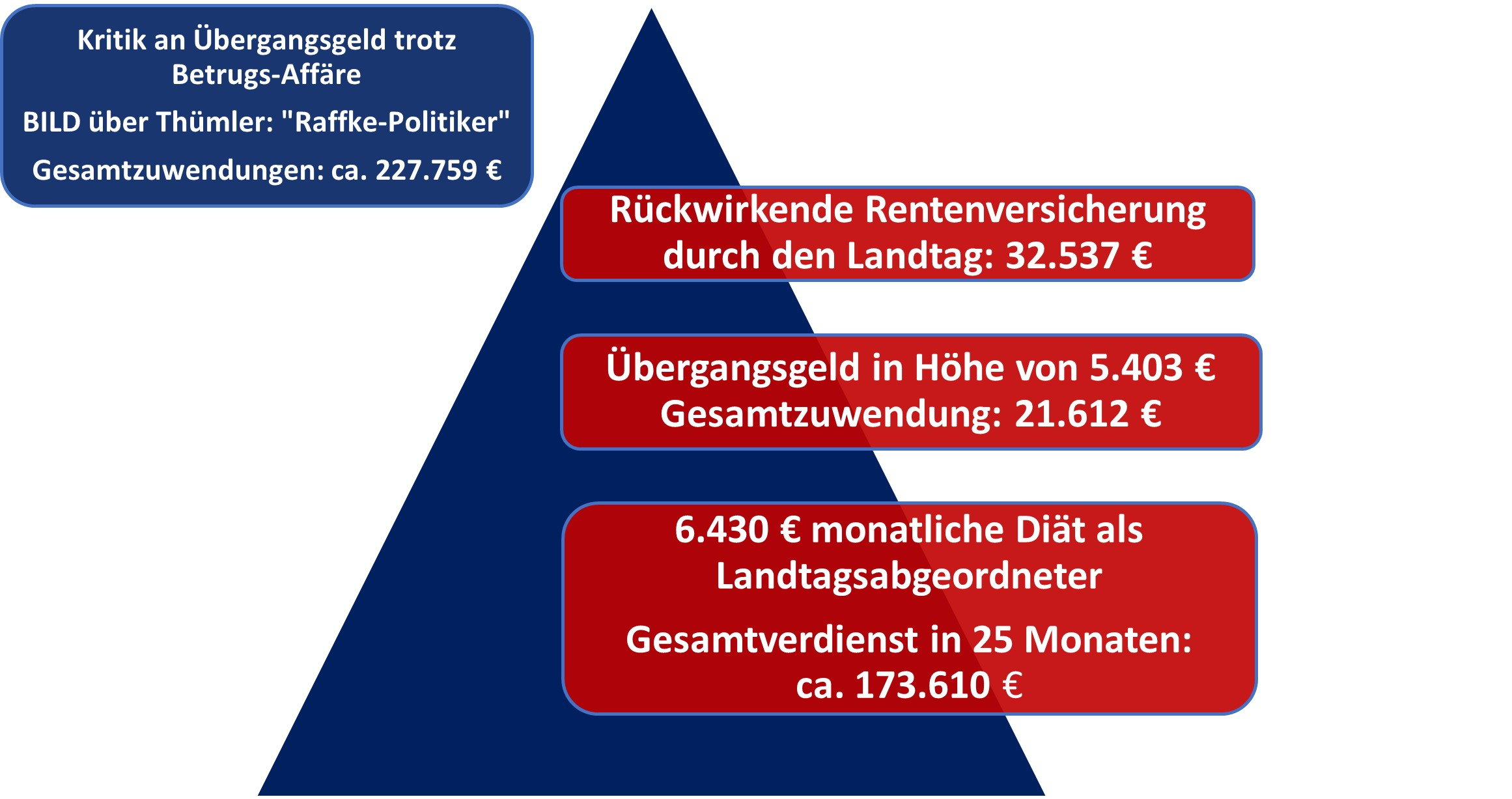
Finanzielle Zuwendungen des Landtagsabgeordneten Thümler von März 2003 bis Juni 2005

Am Abend des 17. Juni 2005 erklärte Prenzler in Anwesenheit von Medienvertretern und CDU-Funktionären auf einer Pressekonferenz im Ganderkeseer Rathaus das Ende seiner politischen Karriere. Dies erfolgte nicht einmal 24 Stunden nach dem ersten Erscheinen von Beiträgen, welche die Nordwest-Zeitung zu seinen Betrügereien veröffentlicht hatte. Zuvor hatte Prenzler sich geweigert, von seinen Ämtern zurückzutreten. Innerhalb der CDU-Landtagsfraktion versuchte Prenzlers Verlobte, die Verantwortung auf sich zu nehmen. Hierzu erklärte sie, die Ausflüge in die Luxushotels seien auf ihr Betreiben hin erfolgt. Prenzler habe lediglich ihren Aufforderungen nachgegeben. Am 20. Juni 2005 schickte Prenzler dem Landtagspräsident Jürgen Gänsäuer (CDU) schließlich ein Fax, worin er seinen sofortigen Rücktritt von allen politischen Ämtern erklärte. In dem Schreiben schrieb Prenzler: „Sehr geehrter Herr Präsident, hiermit verzichte ich gemäß § 8 Abs. 1. Nr. 1 des Niedersächsischen Landeswahlgesetzes unwiderruflich auf meinen Sitz im niedersächsischen Landtag der 15. Wahlperiode.“
Im niedersächsischen Landtag übernahm der Pastor Hans Bookmeyer Prenzlers Mandat. Sein Nachfolger im Gemeinderat Hude, wo Prenzler seit März 2004 die CDU-Fraktion geführt hatte, wurde Herbert Lueken. Wenig später zog sich Prenzler vollständig aus der Öffentlichkeit zurück. Als das Ausscheiden Prenzlers aus dem Landtag in Niedersachsen nach interfraktionellem Einvernehmen ohne Aussprache festgestellt wurde, reagierten die Abgeordneten von SPD und Grünen mit schallendem Applaus.

Der Landtagspräsident und CDU-Abgeordnete Bernd Althusmann erklärte nach Prenzlers Abgang im Namen seiner Partei:
„Wir sind erleichtert, dass so weiterer Schaden von Fraktion und Partei abgewendet wurde.“
Der von der „Bild-Zeitung“ konsultierte Strafrechtsexperte Manfred Koch kommentierte das bevorstehende Strafverfahren gegen Prenzler mit folgenden Worten:
„Da Herr Thümler jetzt nicht mehr Mandatsträger ist, wird er behandelt wie jeder andere beschuldigte Verdächtige.“

### Öffentliche Reaktionen auf den Betrugsskandal
Aufgrund der immensen politischen Tragweite von Prenzlers Betrugsskandal hatte dessen Bekanntwerden eine bundesweite Berichterstattung in sämtlichen großen Tageszeitungen zur Folge. Nachdem das volle Ausmaß von Prenzlers Betrügereien ans Licht gekommen war, zeigten sich zahlreiche Spitzenpolitiker entsetzt, was schließlich eine interne Wertedebatte in der CDU auslöste. Um den erheblichen Imageverlust für die niedersächsische CDU zu begrenzen, kündigte der damalige CDU-Fraktionsgeschäftsführer Bernd Althusmann eine schnelle und lückenlose Aufklärung an. Zudem drohte er Prenzler öffentlich mit einem Ausschluss aus Partei und Fraktion, sollte dieser es zu einem Ordnungsverfahren kommen lassen. Landtagspräsident Jürgen Gansäuer prüfte zudem, ob sich Prenzler wegen unangemeldeter Nebentätigkeiten Verstößen gegen das Abgeordnetengesetz schuldig gemacht hatte. Oldenburgs Polizeipräsident Hans-Jürgen Thurau erklärte angesichts der Vorwürfe gegen Prenzler, den Bürgern müsse wieder bewusst gemacht werden, „dass Werte zielführend und zukunftweisend sein können und wieder eine besondere Rolle im gesellschaftlichen Zusammenleben spielen sollen.“ Deutlich drastischere Worte fand hingegen CDU-Fraktionschef David McAllister, der Prenzlers Straftaten gegenüber der Presse ebenso knapp wie eingehend kommentierte:
„Das ist unfassbar.“ – David McAllister, Vorsitzender der CDU-Landtagsfraktion
Nach Prenzlers Rücktritt zeigte sich McAllister erleichtert und mahnte, jeder Abgeordnete müsse wissen, dass er unter besonderer Beobachtung stehe.

Michael Konken, Bundeschef des Deutschen Journalistenverbands (DJV), forderte gar:
„Dieser Mensch [Prenzler] muss von unserem Landesverband sofort herausgeschmissen werden. Er hat Missbrauch betrieben.“
Ferner sei Prenzler ein „schwarzes Schaf, das sich in voller betrügerischer Absicht Leistungen erschlichen hat“. Jürgen Sievers, der stellvertretende Bürgermeister von Prenzlers Heimatgemeinde Hude, sagte der Nordwest-Zeitung: „Ich war fassungslos und habe mich gefragt, wie das passieren kann. Mir war aber gleich klar, dass er sofort von selbst zurücktreten wird, und dass wir dies nicht einzufordern brauchen.“
Neben der umfassenden Berichterstattung in deutschen Tageszeitungen befasste sich auch das ARD-Nachrichtenmagazin „Panorama“ mit dem Fall Prenzlers, den es am 23. Juni 2005 in dem Beitrag „Kostenlos im Luxushotel – Journalisten als Vorbilder für Politiker“ behandelte. Auch weite Teile der regionalen Bevölkerung reagierten entsetzt auf die Machenschaften Prenzlers.

Nach der Aufdeckung von Prenzlers Betrügereien, seinem daraus resultierenden Rücktritt von allen Ämtern sowie seinem sofortigen Abtauchen, reagierten zahlreiche Fraktionskollegen mit Spott und Häme. Gegenüber der Bild Hannover erklärten sie: 
„Dann macht er das Gleiche wie immer. Er hat ja bloß ein Alibi-Amt als jugendpolitischer Sprecher im Sozialausschuss.“ 
Wie negativ Prenzler in seiner eigenen Partei und Fraktion tatsächlich gesehen wurde, offenbarte die Nordwest-Zeitung am 18. Juni 2005, als sie berichtete:
„In der CDU hat Thümler offenbar nur wenige Freunde: In der Redaktion trafen gestern zahlreiche schriftliche und mündliche Hinweise von Parteifreunden mit immer neuen unbewiesenen Vorwürfen gegen ihn ein.“
Als Thorsten Prenzler nach seiner Enttarnung versuchte, sich in seinen vorherigen Job in der Staatskanzlei Brandenburg einzuklagen, reagierte diese mit vehementem Widerstand.
„Das Innenministerium [des Landes Brandenburg] wird alle rechtlichen Möglichkeiten, darunter auch eine Berufung gegen das Urteil, prüfen, um eine Weiterbeschäftigung von Herrn Thümler zu verhindern“. – Dorothee Stacke, Sprecherin der Staatskanzlei Brandenburg
Auch weite Teile der regionalen Bevölkerung reagierten entsetzt auf die kriminellen Aktivitäten Prenzlers. Die Empörung über den Vertrauensmissbrauch war so groß, dass die „Nordwest-Zeitung“ eine Sammlung von Leserbriefen veröffentlichte.

### Gescheiterte Verdunkelungsversuche
Die Nordwest-Zeitung nahm Ehrings Anfrage zum Anlass, weitere Fakten zusammenzutragen. Bereits kurze Zeit nach dem Aufkommen erster Verdachtsmomente gegen Prenzler nahmen Redakteure Kontakt zu ihm auf, um ihn zur Tätigkeit der „Norddeutschen Medien- und Marketingagentur“ zu befragen. Darauf reagierte Prenzler, indem er zur Verdunkelung seiner Taten weitere Lügen und Ausflüchte erfand. In diesem Zusammenhang beschwichtigte er die Journalisten der Nordwest-Zeitung mit folgendem Statement: 
„Die Agentur ist erst im Aufbau, ich habe damit noch keinen einzigen Cent verdient.“
Ferner erklärte er, das Schreiben sei sein persönliches Hobby, weshalb er in ganz Deutschland unterwegs sei. Auch versuche er, seine journalistische Arbeit mit Urlaubsreisen zu kombinieren. Damit gab man sich nicht zufrieden. Denn von Ehring hatten die Journalisten bereits erfahren, dass Prenzler ihr gegenüber behauptet hatte, seine Agentur versorge große deutsche Tageszeitungen sowie die Deutsche Presseagentur mit Nachrichten. Ebenso stellte sich heraus, dass Prenzler nach seinem Auffliegen tatsächlich versucht hatte, sich einen neuen Presseausweis ausstellen zu lassen. Hierzu wandte er sich an die Nordwest-Zeitung, die seine Straftaten gerade erst aufgedeckt hatte. Im Juni 2005 hatte Prenzler deswegen telefonisch die Lokalredaktion der Zeitung in Wildeshausen kontaktiert und die dortigen Mitarbeiter um eine Bescheinigung gebeten, die bestätigte, dass er die Redaktion mit Pressetexten beliefere. Damit, so erklärte sich Prenzler, könne er seinen Presseausweis verlängern lassen. Von den ihm drohenden Strafverfolgung sowie dem Ende seiner politischen Karriere sagte er nichts. Der Lokalredakteur Klaus Derke reagierte empört. 
„Ich habe ihm kurz und knapp gesagt, dass wir so etwas nicht machen können. Danach war das Gespräch beendet.“

### Kritik wegen des nachträglichen Bezugs öffentlicher Gelder
Nach seinem Ausscheiden aus der Politik geriet Prenzler, der zwischen März 2003 und Juni 2005 dauerhaft rund 6.430 Euro pro Monat bzw. insgesamt 173.610 Euro aus der öffentlichen Hand des Landes Niedersachsen bezogen hatte, erneut in die Kritik, weil er trotz der widrigen Umstände seines Ausscheidens aus der aktiven Politik abschließende Zuwendungen in Anspruch nahm. In diesem Zusammenhang ließ sich Prenzler ein viermonatiges Übergangsgeld in Höhe von 5.403 Euro (Gesamt: 21.612 Euro) auszahlen sowie rückwirkend für 32.537 Euro auf Kosten der Solidargemeinschaft versichern.

Das Medienecho hierzu war verheerend: 
„Schnorrender Hinterbänkler“ – Focus Online
„Raffke-Politiker“ – Bild-Zeitung
„Lümmel von der letzten Bank“ – Bild-Zeitung
„Jetzt kassiert er auch noch ab!“ – Bild Hannover

„Abzock-Politiker“– Bild Hannover
Dass Prenzler trotz der widrigen Umstände seines Ausscheidens aus der aktiven Politik nicht auf die Übergangsgelder verzichtete, sorgte in der Öffentlichkeit für großen Unmut. Zusätzlich gesteigert wurde die allgemeine Empörung, als die „Bild-Zeitung“ aufgedeckte, dass Prenzler trotz seiner Erklärung, arbeitslos zu sein, auch weiterhin einen überaus hohen Lebensstandard pflegte. Nicht nur bewohnte er ein luxuriöses Wohnhaus in Hude, sondern auch eine Penthouse-Wohnung in der gut situierten Südstadt von Hannover, wo seine damalige Lebensgefährtin Frauke Prenzler gemeldet war.

### Weitere Missbrauchsfälle des Presseausweises
Am 18. Juni 2005 berichtete die Nordwest-Zeitung von einem Interview mit dem SPD-Unterbezirksvorsitzenden Oldenburg-Land Axel Brammer. Dieser erklärte, der Missbrauch von Presseausweisen durch Thorsten Prenzler sei für ihn wenig überraschend. Brammer zufolge hatte Prenzler seinen Presseausweis nicht nur für seine Betrügereien in Luxushotels, sondern auch für das Ausforschen des politischen Gegners genutzt. In diesem Zusammenhang fand die Nordwest-Zeitung heraus, dass Prenzler sich mithilfe des Presseausweises bereits 2002 Zugang zum SPD-Parteitag in Berlin verschafft hatte. Zu diesem Zeitpunkt hatte Prenzler den Einzug in den niedersächsischen Landtag bereits einmal verpasst und war Vorsitzender der CDU im Gemeinderat Hude sowie im Kreisverband Oldenburg.

### Strafprozess und Verurteilung wegen Betrugs
Recherchen von „Taz“ und „Bild-Zeitung“ zufolge hat Prenzler nach Bekanntwerden seiner Betrügereien einen Strafbefehl von der Staatsanwaltschaft Oldenburg in Höhe von 6000 Euro erhalten,, wogegen er unverzüglich Widerspruch einlegte. Damit hat Prenzler den Prozess gegen sich selbst forciert. Am 27. Juni 2006 wurde Prenzler schließlich wegen Betrugs vom Amtsgericht Oldenburg zu 900 Euro Geldstrafe verurteilt. Die „Taz“ berichtete, das Gericht habe es als erwiesen angesehen, dass Prenzler nach Vorlage des Ausweises im Kempinski für ein Doppelzimmer 285 Euro Rabatt erhalten habe. In einem anderen Hotel sei Prenzler und seiner heutigen Lebensgefährtin nach Vorlage des Presseausweises der Übernachtungspreis von zweimal 98 Euro ganz erlassen worden. Zwei weitere Versuche, Presserabatte zu erlangen, habe das Gericht wegen Geringfügigkeit verworfen. Oberstaatsanwalt Thomas Sander hatte zuvor eine Strafe von 2100 Euro (30 Tagessätze à 70 Euro) gefordert.

Im Gerichtsverfahren versuchte Prenzler, sich zu entlasten, indem er einen nicht erheblichen Teil der Schuld auf seine Lebensgefährtin abwälzte. In diesem Zusammenhang sagte er aus, seine journalistisch unerfahrene Partnerin habe eine „Medien- und Marketingagentur“ eröffnen wollen. Für sie habe er die Rolle „eines Türöffners“ übernommen. Er selbst habe lediglich die Hotels angerufen, alles Weitere habe seine Partnerin organisiert. Hierzu erklärte er dem Gericht:
„Ich habe einen Presseausweis, wollte mit den Hotelbesuchen nur meiner Verlobten zu ihrem Karrierestart verhelfen. Sie will Journalistin werden.“ – Thorsten Thümler
Diese wiederum sagte aus, eine Kopie von Prenzlers Presseausweis an die einzelnen Hotels gefaxt und auch die Artikel an diese übersandt zu haben. Prenzler selbst habe von all dem nichts gewusst. Wie es zur Entfernung der Autorennamen auf den Faxen gekommen sei, konnte Prenzlers Partnerin allerdings nicht sagen. Stattdessen begründete sie ihre Darstellungen mit der Erklärung:
„Ich dachte mir, bevor ich Hausfrau werde, werde ich Journalistin. Da kam mir die Idee mit der Reportage.“ – Frauke Prenzler, Mitarbeiterin und Lebensgefährtin des Landtagsabgeordneten Thorsten Thümler 
Der verfahrensführende Amtsrichter Georg Fuhrmann glaubte diesen Ausführungen nicht und sprach Prenzler schließlich des Betruges schuldig. In seiner Urteilsverkündung führte er hinsichtlich der Rechtfertigungsversuche Prenzlers aus:
„Das glaube ich nicht, Sie haben alles nur erfunden, damit Sie umsonst übernachten konnten. Sie haben wieder einmal das Klischee bedient, dass Politiker den Hals nicht vollkriegen können. Und den Ruf derer beschädigt, die sich wirklich für das Land einsetzen.“ – Amtsrichter Georg Furhmann

„Die Hotels fühlten sich getäuscht. Herr Thümler hatte den Kontakt zu ihnen aufgenommen. Er hatte gesagt,Ich bin Reisejournalist, ich will berichten‘. Das stimmte nicht. Er wäre nicht zu den kostenlosen Übernachtungen gekommen, wenn er gesagt hätte, dass er seiner Freundin den Einstieg in den Journalismus verschaffen will.“ – Amtsrichter Georg Furhmann
Zu Beginn des Prozesses erklärte die Staatsanwaltschaft, ein gesondertes Verfahren gegen Prenzlers Verlobte eingeleitet zu haben.
Prenzler, der nach eigenen Angaben von Ersparnissen und der Unterstützung seiner Freundin lebte, wollte das Urteil aber nicht akzeptieren, weshalb sein Verteidiger Jens Peter Gieschen kurz darauf beim Amtsgericht Oldenburg Rechtsmittel einlegte. Nachdem auch die Staatsanwaltschaft eine deutlich höhere Strafe für Prenzler gefordert hatte, wurde das Verfahren an das Oldenburger Landgericht überwiesen. Schließlich nahm Prenzler jedoch von einer Fortsetzung des Prozesses Abstand und akzeptierte sein erstinstanzliches Urteil.

## Politische Karriere und Wirken in der AfD

### AfD-Parteiarbeit: Konflikte und Kontroversen
In der relativ jungen Partei, deren aktive Mitgliederschaft nur zu einem geringen Teil aus Personen politischem Profil bestand, konnte Prenzler, dessen Vergangenheit in der AfD kaum jemand kannte, seit 2013 sämtliche Versuche seiner Diskreditierung abwehren, wobei er auch von der Unterstützung einflussreicher Funktionäre profitierte. Das Ende von Prenzlers politischer Karriere in der CDU im Zuge des Betrugsskandals von 2005 hatte jedoch bald zur Folge, dass Hamburger AfD-Mitglieder wiederholt daran Anstoß nahmen, dass ein rechtskräftig verurteilter Betrüger über so viel Einfluss in der Partei verfügte. Zu seinen entschiedensten Gegnern im Hamburger Landesverband zählten der Bundestagsabgeordnete Kay Gottschalk sowie der ehemalige Bürgerschaftsabgeordnete Ludwig Flocken. Gottschalk, der wie Prenzler gelernter Bankkaufmann ist und in der AfD-Bundestagsfraktion als gemäßigt gilt, stand Prenzler wegen dessen einschlägiger Betrugsvergangenheit äußerst skeptisch gegenüber.

In einem Interview mit dem „Hamburger Abendblatt“ erklärte Gottschalk im Januar 2016:
„Es schadet dem Image unserer Partei, wenn wir Menschen wie Herr Prenzler in unseren Reihen haben und ihn dann auch noch zum Fraktionsgeschäftsführer machen.“
Ebenso kritisierte Gottschalk die Führung der AfD-Bürgerschaftsfraktion, die mit der Einstellung Prenzlers verantwortungslos gehandelt habe: „Dem Fraktionschef in der Bürgerschaft war vor der Einstellung von Herrn Prenzler bekannt, dass dieser wegen Betrugs verurteilt wurde und im Zusammenhang mit der Hohmann-Affäre negativ aufgefallen ist und für Schlagzeilen gesorgt hat.“
Neben seiner dubiosen Vergangenheit hat Prenzler mehrfach durch nachweislich unkorrektes Verhalten die Kritik von Parteimitgliedern auf sich gezogen. In diesem Zusammenhang wird ihm vorgeworfen, Freunde und Bekannte kurzfristig in die Partei geholt zu haben, um mit ihrer Hilfe spontan Mehrheiten bei Wahlen zu beschaffen. Auf diese Weise hat Prenzler nachweislich 2018 im Landesfachausschuss 1 Außenwirtschaft (LFA 1) einen neuen, ihm gewogenen Vorstand installiert. Ferner könnte Prenzler aber auch langjährige Weggefährten gegen sich aufgebracht haben. Dies gilt womöglich auch für Detlef Ehlebracht, der am 30. November 2020 überraschend seinen Austritt aus Fraktion und Partei erklärte und sich dabei auf „persönliche Gründe“ berief.

### Laufbahn in Hamburger AfD: Der Teeküchen-Eklat

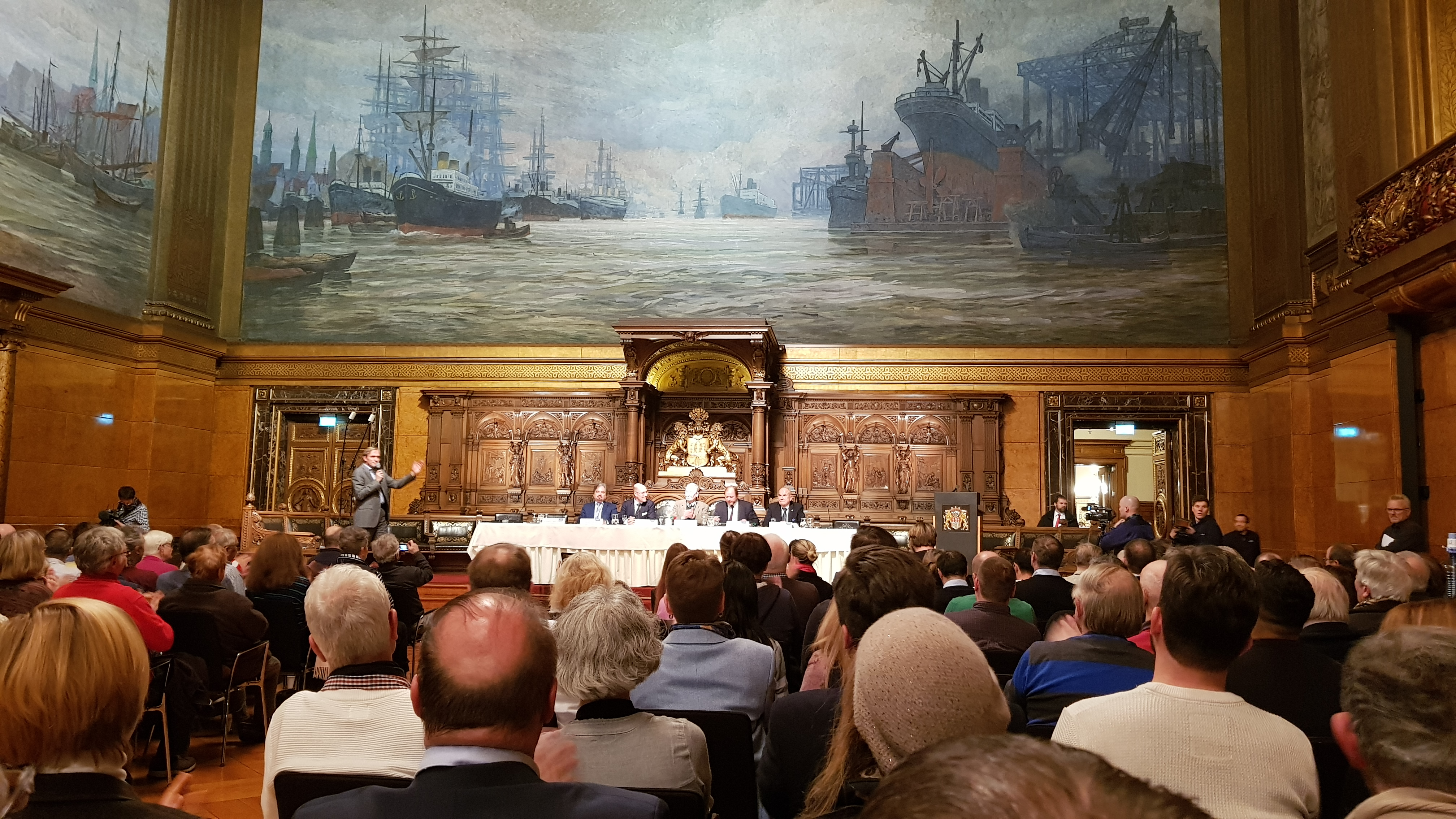
Thorsten Prenzler moderiert ‚Fraktion im Dialog‘ im Hamburger Rathaus

Drei Jahre nach seinem Ausscheiden aus der CDU trat Prenzler 2013 in die kurz zuvor gegründete AfD ein, wo er am Aufbau des Landesverbandes Hamburg mitwirkte. Auf der AfD-Wahlparty im Februar 2015 trat er bereits als Moderator auf. Wenig später begann Prenzler schließlich, als Geschäftsführer für die AfD-Fraktion in der Hamburgischen Bürgerschaft zu arbeiten. Diese Tätigkeit war seit jeher umstritten und konfliktreich.
Die ehemalige Mitarbeiterin der Fraktion und heutige Vorsitzende des AfD-Bezirksverbandes Hamburg-Mitte Nicole Jordan soll von Thorsten Prenzler im November 2016 in eine Teeküche eingesperrt, lauthals angebrüllt und am Verlassen gehindert worden sein. Darüber hinaus berichtete die „Bild-Zeitung“ am 14. November 2017 über ein „offenbar schlechtes Arbeitsklima“ in der Fraktion und in diesem Zusammenhang über einen „internen Schriftsatz“, der Prenzler belaste. Prenzler sei „cholerisch, extrem reizbar und „verlasse dabei die sachliche Kommunikationsebene“. Regelmäßig würden AfD-Abgeordnete Opfer seiner verbalen Ausfälle“. Zur selben Zeit wurde bekannt, dass Prenzler andererseits rigoros gegen ihn gerichtete Anfeindungen vorging. Demnach verklagte er eine Frau, die ihn im März 2017 auf einer AfD-Veranstaltung im Hamburger Rathaus als „Nazisau“ beschimpft hatte. Das Verfahren wurde schließlich im November 2017 gegen eine Zahlung von 500 Euro eingestellt.

### Strafanzeige wegen Betrugs, Urkundenfälschung und des unerlaubten Führens akademischer Titel
Im Oktober 2020 stellte die Bürgerschaftsabgeordnete Olga Petersen (AfD) Strafanzeige und Strafantrag gegen Thorsten Prenzler wegen Urkundenfälschung gem. § 267 StGB in mindestens vier Fällen, fortgesetzten Missbrauchs von Titeln, Berufsbezeichnungen und Abzeichen gem. § 132a StGB, wegen Betrugs bzw. des Versuchstatbestands des Betrugs gem. § 263 StGB in vier Fällen. Im Januar 2021 wurde bekannt, dass Olga Petersen Thorsten Prenzler in mehreren Mails an die Fraktion dieser Straftaten bezichtigte und zur Beweisführung in großem Umfang belastendes Material zusammengetragen hatte. Die Staatsanwaltschaft stellte die Ermittlungen ein.
Am 14. und 15. Januar 2021 berichteten diverse Medien, dass die Hamburger Staatsanwaltschaft wegen Urkundenfälschung gegen Thorsten Prenzler ermittele. Dabei gehe es zunächst um das vermeintliche Fälschen einer Magisterurkunde der Leibniz Universität Hannover, die Prenzler zum Führen des akademischen Grads „Magister Artium“ berechtigt. Die AfD-Fraktion Hamburg erklärte, Prenzler habe ein Schreiben des akademischen Prüfungsamts vorgelegt, das ihn entlaste. Zu weiteren Fragen wollte die Fraktion keine Stellung nehmen. Nach Recherchen der „Bild-Zeitung“ konnte Prenzler „den Vorwurf, seinen Uni-Abschluss erfunden zu haben, entkräften“. Zwei Wochen später wurde bekannt, dass gegen Prenzler wegen der Fälschung zweier weiterer Dokumente ermittelt werde, von denen eines auch eine gefälschte Unterschrift enthalte.

### Ermittlungen wegen Anschlags auf PKW sowie Belästigung einer Mitarbeiterin
Am 25. Januar 2021 berichtete die „Bild-Zeitung“, dass die Staatsanwaltschaft in mehreren Angelegenheiten gegen Prenzler ermittele. Dabei gehe es um den Vorwurf, im Dezember 2020 die Radmuttern vom PKW der Abgeordneten Olga Petersen gelöst zu haben. Diese Manipulationen habe Petersen tatsächlich bei der Polizei zur Anzeige gebracht, die daraufhin in zwei Fällen ein Ermittlungsverfahren gegen Unbekannt eingeleitet habe. Kurz darauf sei dann jedoch eine anonyme Strafanzeige bei der Polizei eingegangen, worin Prenzler als Tatverdächtiger beschuldigt werde.
Ferner enthüllte die „Bild-Zeitung“, Prenzler werde in einer weiteren Anzeige beschuldigt, eine 19-jährige Fraktionsmitarbeiterin auf der Damentoilette belästigt zu haben. Hierzu sei er ihr auf das Fraktions-WC gefolgt und habe ihr durch die geschlossene Kabinentür Arbeitsanweisungen gegeben. Sowohl die Kriminalpolizei als auch die Staatsanwaltschaft bestätigten die Ermittlungen zu dem Fall. Die Fraktion wollte sich nicht näher zu den Anschuldigungen äußern.

### Strafanzeigen wegen Unterschlagung und Diebstahls von Baumaterialien
Am 5. März 2021 meldete die „Bild-Zeitung“, dass Prenzler auch im Fadenkreuz der niedersächsischen Kriminalpolizei stehe. Der Staatsanwaltschaft Stade zufolge gehe es dabei um Unterschlagung bzw. um den Diebstahl von Baumaterialien. Prenzler, der sich in Buchholz in der Nordheide ein Einfamilienhaus bauen lässt, habe sich hierzu von einer Massivhaus-Baufirma verschiedene Materialien und Geräte in Höhe von rund 10.000 Euro liefern lassen, diese jedoch nicht bezahlt., Als der betroffene Bauunternehmer den Vertrag daraufhin nach mehrfacher Mahnung kündigte, soll Prenzler die Materialien unterschlagen und kurzerhand von einer neu hinzugezogenen Firma verbauen lassen haben, sodass der Geschädigte beim zweiten Versuch, seines Eigentums habhaft zu werden, nichts mehr vorgefunden habe.
Die Meldung, dass gegen Prenzler in Niedersachsen wegen Unterschlagung bzw. Diebstahls ermittelt werde, während man ihm in Hamburg Urkundenfälschung, gefährlichen Eingriff in den Straßenverkehr und Stalking zur Last legt, kam zeitnah zu einer Meldung um eine mutmaßlich gefälschte Unterschrift des ehemaligen Fraktionsvorsitzenden Jörn Kruse. Die Affäre hatte im Januar 2021 begonnen, nachdem bekannt wurde, dass die AfD-Abgeordnete Olga Petersen Prenzler bei der Staatsanwaltschaft Hamburg angezeigt hatte. Hinzu kommt, dass der bereits 2006 in mehreren Fällen rechtskräftig wegen Betrugs sowie der missbräuchlichen Verwendung eines Presseausweises verurteilte Prenzler neben seiner Funktion als hauptamtlicher Geschäftsführer der AfD-Bürgerschaftsfraktion zugleich auch für mindestens fünf verschiedene Bauunternehmen tätig ist.
Das Bekanntwerden weiterer strafrechtlicher Ermittlungen gegen Prenzler hat Auswirkungen auf den innerhalb der AfD-Bürgerschaftsfraktion geführten Konflikt, weil sich der Fraktionsvorstand bislang für die Integrität seines kontroversen Geschäftsführers verbürgt hatte. Die Vorwürfe des Betrugs und der Urkundenfälschung hatte er als interessengeleitet bezeichnet und damit im politischen Umfeld verortet. Da sich die von der „Bild-Zeitung“ im März 2021 enthüllten Ermittlungen gegen Prenzler wegen Unterschlagung und Diebstahls nun aber auf dessen geschäftliche Aktivitäten als Immobilienunternehmer beziehen, ist diese Argumentation nicht mehr aufrechtzuerhalten. Hinzu kommt, dass die „Taz“ bereits am 6. Februar 2021 über interne Vorwürfe berichtet hatte, wonach Prenzler die gesamte AfD-Fraktion „voll im Griff“ habe.

### Tätigkeiten in der Immobilienbranche und AfD-Mandat
Im Rahmen der genannten Unternehmerschaften betreut Prenzler insbesondere die Entwicklung von Einfamilien- und Doppelhaus- sowie Wohnungsbauprojekten und fungiert zumeist als Prokurist oder Zeichnungsberechtigter dieser Firmen. So besitzt Prenzler derzeit handelsrechtliche Vollmachten für folgende Immobilienunternehmen: RBO Grundbesitz und Verwaltung GmbH (seit 14. Januar 2011), die PS-Bauunternehmen GmbH (seit 25. Juli 2019), die RBO Erste Projektentwicklungsgesellschaft mbH, Buchholz (seit 9. September 2016), die RBO Zweite Projektentwicklungsgesellschaft mbH, Bremen (seit 4. August 2016) und die RBO Zweite Projektentwicklungsgesellschaft mbH, Rastede. In den vorgenannten Unternehmen ist Prenzler ausdrücklich für die „Veräußerung und Belastung von Grundstücken“ zuständig.
In den Jahren nach seinem Rückzug aus der aktiven Politik als CDU-Kommunalpolitiker und CDU-Landtagsabgeordneter sowie einer zeitweisen Anstellung als tarifbeschäftigter Pressesprecher bei der Polizei Brandenburg, war Prenzler sukzessive ins Immobiliengeschäft eingestiegen. Durch seine 25-jährige Karriere in der CDU-Niedersachsen, verfügte Prenzler auch nach seinem Ausscheiden aus der aktiven Politik im Jahr 2005 über gute Kontakte zu ehemaligen Parteifunktionären und Geschäftsleuten in ganz Niedersachsen. Seit dieser Zeit ist auch der Unternehmer und Investor Hergen Rennies Prenzlers Partner, der bereits vor zehn Jahren mit dem Vertrieb von Brennstoffzellenheizungen begonnen hatte, die zuvor nur auf arktischen Forschungseinrichtungen betrieben worden waren. Für dieses innovative Projekt hatte Rennies umfangreiche Subventionen vom Oldenburger Energieerzeuger EWE AG erhalten.
Prenzler, der sich trotz seiner Tätigkeit als hauptamtlicher Geschäftsführer der AfD-Bürgerschaftsfraktion am 19. August 2020 zum Vorsitzenden der AfD Buchholz/Nordheide im Kreisverband Harburg-Land wählen ließ, trat als Spitzenkandidat bei den niedersächsischen Kommunalwahlen 2021 an. Bereits 2019 war Prenzler von Parteimitgliedern beschuldigt worden, seine Immobiliengeschäfte vom Büro in der AfD-Bürgerschaftsfraktion aus abzuwickeln und sich damit die Arbeit für seine Firma von der öffentlichen Hand finanzieren zu lassen.

### Spitzenkandidatur in Flügel-nahem AfD-Kreisverband
Dem AfD-Kreisverband Harburg-Land, in dem Prenzler seit dem 19. August 2020 das Amt des Vorsitzenden der AfD Buchholz/Nordheide bekleidet und den er als Spitzenkandidat bei den Kreistagswahlen in Niedersachsen 2021 vertritt, wird von ehemaligen Funktionsträgern eine Nähe zum rechtsextremen Netzwerk „Der Flügel“ attestiert. Hierzu erklärte das AfD-Gründungsmitglied und der langjährige Verantwortliche für Öffentlichkeitsarbeit der AfD Harburg-Land, Hans-Jürgen Bletz: „Begeisterte Flügelanhänger, Bewunderer von Akteuren wie Höcke oder Kalbitz beherrschen jetzt die Partei und 'retten' vornehmlich Deutschland – nur wie, das äußern sie nicht […] Vor diesem Hintergrund kann ich als überzeugter Anhänger unseres Grundgesetzes nicht mehr behilflich sein, diese Kreis-AfD durch eine positive Darstellung der vielen sinnvollen Initiativen der Kreistagsfraktion für den Wähler in einem guten Licht erscheinen zu lassen.“ Gegenüber der Nordwest-Zeitung behauptete Prenzler im August 2021, den Flügel und dessen Anhänger seit jeher zu bekämpfen.

### Öffentliche Reaktionen auf Spitzenkandidatur bei den niedersächsischen Kreistagswahlen 2021
Als die Kreiswahlleitung im Landkreis Harburg Anfang August 2021 öffentlich bekannt machte, dass die AfD Prenzler zur Kreiswahl im Landkreis Harburg als Spitzenkandidaten aufgestellt hatte, setzte umgehend eine umfassende regionale Berichterstattung ein. Am 16. August 2021 veröffentlichten der Winsener Anzeiger und die Landeszeitung Lüneburg jeweils einen ganzseitigen Artikel mit dem Titel „Der Mann mit dem neuen Namen“. Darin wird Prenzlers politisches Comeback in der AfD vor dem Hintergrund seiner einschlägigen Betrugsvergangenheit, dem Ende seiner politischen Karriere im Jahr 2005 sowie den zahlreichen Strafverfahren aus dem Jahr 2021 gegen ihn thematisiert. In diesem Zusammenhang wird kritisch beleuchtet, dass Prenzler im Falle eines Wahlerfolgs an wichtigen Weichenstellungen für bis zu einer Viertelmillion Menschen in der Region beteiligt wäre. Gegenüber der Redaktion des Winsener Anzeigers behauptete Prenzler, mit seiner Kandidatur nur dem Drängen von Parteifreunden nachgegeben und selbst keine eigenen Ambitionen gehegt zu haben.
Scharfe Kritik an Prenzlers Spitzenkandidatur äußerte wenige Tage später auch die niedersächsische Kreiszeitung „Wochenblatt“. In einem umfangreichen Artikel vom 20. August 2021 porträtiert das Blatt Prenzler aufgrund seiner Betrugsvergangenheit als „Sinnbild für das Klischee eines Politikers, der nur auf den eigenen Vorteil bedacht sei“. Dass Prenzler in der heißen Phase des Kommunalwahlkampfes im Urlaub in Dänemark weilte, bezeichnete das Wochenblatt als „ungeschickt“.
Am 27. August 2021 schaltete sich mit der Nordwest-Zeitung schließlich auch jenes Medium in die Berichterstattung ein, welches Thorsten Prenzlers Betrügereien 2005 enttarnt und damit das Ende seiner politischen Karriere eingeleitet hatte. Abermals wurde umfassend über die Hintergründe des „schillernden Skandals“ berichtet, wie auch über die zahlreichen, gegen Prenzler geführten Ermittlungsverfahren aus dem Jahr 2021. Auf Nachfrage der Nordwest-Zeitung äußerte sich die ehemalige Fraktionssekretärin und Vorsitzende des Bezirksverbandes AfD Hamburg-Mitte Nicole Jordan zu Prenzler: „Mit dem möchte ich privat nichts zu tun haben.“ Jordan hatte 2017 gegenüber der „Bildzeitung“ erklärt, von Prenzler in der Teeküche der Bürgerschaftsfraktion eingesperrt worden zu sein.

### Gescheiterter Comeback-Versuch
Im September 2021 scheiterte Prenzler schließlich mit dem Versuch, als Mandatsträger in die aktive Politik zurückzukehren. Als Spitzenkandidat der AfD bei der niedersächsischen Kommunalwahl verfehlte Prenzler nicht nur den Einzug in den Kreistag Harburg, sondern halbierte in seinem Stimmbezirk das Ergebnis von 10,6 auf 5,3 Prozent (2016/2021). Der AfD-Kreisvorsitzende Rainer Sekula kündigte aufgrund der unbefriedigenden Ergebnisse eine Aufarbeitung und Analyse an. Unmittelbar vor der Wahl waren am 11. September 2021 außerdem neue Vorwürfe gegen Prenzler bekannt geworden. Wie die taz unter Berufung auf ein parteiinternes Schreiben berichtete, wurde Prenzler dafür kritisiert, dass er lediglich in den regionalen Bauausschuss der Boomregion nahe Hamburg kommen wolle, „um dadurch an exklusive Informationen zu kommen, die seinen Baufirmen erhebliche Wettbewerbsvorteile garantieren würden“.

## Datenmissbrauch und Parteiausschlussverfahren
Im Herbst 2021 stand Thorsten Prenzler erneut im Kreuzfeuer der Kritik. Am 29. November 2021 veröffentlichte die Taz einen Artikel, der das Vorgehen des umstrittenen Politikers im niedersächsischen Landesverband der AfD aufdeckte. Recherchen der Zeitung hatten ergeben, dass das wenige Wochen zuvor gegen den niedersächsischen Landesvorsitzenden Jens Kestner eingeleitete Parteiausschlussverfahren auf Betreiben einer Gruppe erfolgt war, die von Prenzler und dem früheren Luftwaffengeneral Joachim Wundrak geführt wurde. Auf der Landesliste sollten nach Informationen der Taz „vor allem Vertraute des AfD-Bundestagsabgeordneten Joachim Wundrak platziert werden“. Erst im September 2021 hatte die Taz über die Bestrebung Prenzlers berichtet, seine politische Karriere mithilfe eines Mandats im Kreistag des Landkreises Harburg neu zu starten.

### Vorwurf des Missbrauchs hunderter Mitgliederdaten
Wie die Taz berichtete, hatte der Versuch, den niedersächsischen Landesvorstand gemeinsam mit Joachim Wundrak zu entmachten, drastische Konsequenzen für Prenzler. Demnach war am 1. November 2021 ein Parteiausschluss gegen ihn beantragt worden. In dem zehnseitigen Antrag, der der Zeitung anonym zugespielt wurde, geht es um einen schwerwiegenden „Datenmissbrauch und Verstöße gegen die Ordnung der Partei“. Wie die Taz anhand eines ihr vorliegenden E-Mailverkehrs minutiös nachzeichnete, hatte Thorsten Prenzler im Februar 2017 als Geschäftsführer der Hamburger AfD-Bürgerschaftsfraktion die Kontaktdaten eines Verzeichnisses nordrhein-westfälischer Parteimitglieder dazu missbraucht, um die Wahl Kay Gottschalks auf die dortige Landesliste zu den Bundestagswahlen 2017 zu verhindern. Hierzu soll Prenzler einen Brief verfasst haben, der Gottschalk persönlich kompromittierte, denn Gottschalk hielt Prenzler für ungeeignet für die Geschäftsführung der Hamburger Bürgerschaftsfraktion, da Prenzler, der früher mit Nachnamen „Thümler“ hieß, wegen Betrugs rechtskräftig verurteilt wurde. Dass Prenzler der Verfasser des Denunziationsschreibens ist, begründete die Taz mit den ihr vorliegenden E-Mails. Aus ihnen geht hervor, dass Prenzler am 24. Februar 2021 eine Nachricht mit den Worten „hier noch ne neuere Fassung“ an zwei AfD-Funktionsträger verschickte. Denselben Personen gab er später den Auftrag, den Versand seines Schmähbriefs vorzubereiten. Hierzu wies er sie an: „Jetzt müsst Ihr handeln – es fehlt nur noch eine wichtige Betr.-Zeile: Muss zum Lesen einladen.“ Wenige Stunden später griff Prenzler erneut dirigierend in den Vorgang ein und schrieb: „Bitte diese Fassung nehmen. Danke.“
Am Missbrauch der Mitgliederdaten zum Zwecke der Denunziation hatte sich nach Informationen der Taz auch der Fraktions-Pressesprecher aktiv beteiligt. Als Mittler fungierend hatte dieser am 23. Februar 2017 eine weitere „AfD NRW E-Mail-Adresse“ aus den dortigen Kreisverbänden erhalten. Zuvor soll er weitere personenbezogene Daten von Hunderten AfD-Mitgliedern aus Nordrhein-Westfalen eingeholt haben, um der Denunziation Gottschalks einen großen Umfang zu verleihen.

### Ausmaß des Missbrauchs und Reaktionen
Der Thorsten Prenzler vorgeworfene Datenmissbrauch umfasste zwei Din-A4-Seiten und beinhaltete die E-Mailadressen, privaten Wohnanschriften und Handynummern von Vorstandsmitgliedern, Bundesdelegierten, Kreisverbandsverantwortlichen, Parteimitarbeitern sowie von späteren Bundestagsabgeordneten. Im Antrag für einen Parteiausschluss Prenzlers schreiben die Verfasser:
„Der massive Missbrauch von Daten Hunderter Parteifunktionäre stellt zweifellos einen schwerwiegenden Verstoß gegen die Ordnung der Partei dar, denn der vertrauensvolle Umgang mit personenbezogenen Mitgliederdaten gehört zu den grundsätzlichen Sicherheiten, auf die sich jedes Parteimitglied verlassen können muss."
Die Taz sah Prenzler aufgrund der Datenaffäre „auf dem Weg in unruhige Gewässer“ und kommentierte, dass sich seine „Waffe“, parteiinterne Gegner mittels Ausschlussverfahren loszuwerden, „nun gegen ihn richte“.
Obwohl der von der Taz enthüllte E-Mailverkehr Prenzlers Rolle als Initiator des Datenmissbrauchs beweist, wies dieser jede Schuld von sich und warf der Zeitung vor, sich instrumentalisieren zu lassen. In einer Stellungnahme gegenüber der Taz-Redaktion bezeichnete Prenzler die gegen ihn gerichteten Vorwürfe als „politischen Hokuspokus“. Zudem äußerte er, die „linke Taz“ wäre nicht die „linke Taz“, wenn sie solche Vorgänge nicht „fast betriebsblind“ aufgreife. Die Journalisten der Zeitung titulierte er als „nützliche Idioten“. Wie umstritten Prenzler in der eigenen Partei ist, zeigte wenige Tage später auch ein Antrag auf dem Landesparteitag der Hamburger AfD vom 21. November 2021. In diesem warfen Parteimitglieder Prenzler in Anspielung auf seine Betrugsverurteilung vor, sich außerdem aus Fraktionsmitteln zu bereichern.

## Standpunkte zur Corona-Politik
Am 3. April 2021 organisierte der AfD-Ortsverband Buchholz/Nordheide, dessen Vorsitzender Thorsten Prenzler ist, eine Spontandemonstration gegen „den ganzen Corona-Wahnsinn“ in der Buchholzer Innenstadt. Prenzler posierte hinter einem Transparent mit der Aufschrift „SHUTDOWN SOFORT BEENDEN“; auf einem weiteren Transparent wurde die Frage gestellt: „Warum schweigen viele Ärzte?“. Der Ortsverband resümierte die Aktion anschließend mit den Worten: „Immer mehr und immer restriktiver wird in die Grundrechte der Menschen eingegriffen. Die Wirtschaft wird an die Wand gefahren, Selbstmordraten steigen eklatant, weitreichende und noch nicht absehbare psychische Erkrankungen, selbst bei den Jüngsten, nämlich unseren Kindern, machen sich bemerkbar, sodass selbst Psychologen schon vor Spätfolgen gewarnt haben. Existenzen werden vernichtet, die große Welle der Insolvenzverfahren wird zeitnah folgen.“ Mit der fundamentalen Ablehnung der Corona-Maßnahmen und der apodiktischen Erzählung von Masseninsolvenzen und angeblich „nicht absehbaren psychischen Erkrankungen“ und „eklatant steigenden Selbstmordraten“ knüpfte Prenzlers AfD-Verband an die verschwörungstheoretischen Narrative der Querdenken-Bewegung an, die in einzelnen Bundesländern derzeit als Verdachtsfall für extremistische Bestrebungen gegen die freiheitliche demokratische Grundordnung eingestuft ist.

## Vorsitz der Hamburger Desiderius-Erasmus-Stiftung
Als sich abzeichnete, dass die AfD 2018 die ein Jahr zuvor zur Bundesstiftung umgewandelte Desiderius-Erasmus-Stiftung Lübeck als parteinah anerkennen würde, begann Prenzler umgehend mit dem Aufbau einer Hamburger Zweigstelle. Im Handelsregistereintrag der Stiftung vom 2. November 2020 ist Prenzlers Privatadresse in Buchholz in der Nordheide als Geschäftssitz angegeben, wo er seit dem 19. August 2020 auch als Vorsitzender des örtlichen AfD-Kreisverbands fungiert und eine Kandidatur für die niedersächsischen Kommunalwahlen 2021 anstrebt (siehe Abschnitt „Tätigkeiten in der Immobilienbranche und politisches Mandat für die AfD in Buchholz in der Nordheide“).
Die Wahl Prenzlers zum Vorsitzenden der Hamburger Stiftung ist nicht nur wegen seiner einschlägigen Betrugsvergangenheit sowie der im Januar bzw. März 2021 von der „Bild-Zeitung“ enthüllten Ermittlungen brisant, die die Staatsanwaltschaften Hamburg und Stade wegen Urkundenfälschung bzw. Diebstahls in Höhe von 10.000 Euro gegen ihn führen. Belastet ist sie auch wegen Prenzlers unklarer Bezüge zu rechtsextremen Kreisen. Einem Bericht der „Taz“ vom 6. Februar 2021 zufolge soll Prenzler einen mutmaßlichen Holocaustleugner in der AfD-Bürgerschaftsfraktion sowie Mitglieder der Identitären Bewegung (IB) geschützt haben. Erstgenannter arbeitet nicht nur für die von Prenzler geführte Fraktion, sondern sitzt zugleich auch als Abgeordneter in der Bezirksversammlung Mitte und hatte für die Bürgerschaftswahl 2020 kandidiert. Für die Bundestagswahl 2021 steht er hingegen auf Platz 5 der AfD-Landesliste. Dass Prenzler den Mitarbeiter schützt, obwohl dieser zuvor von Parteimitgliedern wegen holocaustrelativierender Aussagen schwer belastet worden war, erklärt die „Taz“ mit internen Informationen, wonach es Prenzler ausschließlich um den Erhalt seines Einflusses in der Fraktion geht.
Damit steht er in klarem Widerspruch zur Vorsitzenden der Bundesstiftung Erika Steinbach. Um sich wirksam gegenüber rechtsextremistischen Einflüssen abzuschirmen, hatte Steinbach bereits 2017 das Stiftungsmitglied Erik Lehnert aus dem Vorstand entfernen lassen, da dessen Nähe zum Rechtsextremismus die angestrebte Anerkennung auf Gemeinnützigkeit erheblich gefährdete. Damit reagierte Steinbach auf Lehnerts Tätigkeit als Geschäftsführer des Instituts für Staatspolitik (IfS), das heute vom Verfassungsschutz als rechtsextremer Verdachtsfall behandelt wird.

## Privates
Thorsten Manfred Prenzler ist mit Frauke Prenzler, die CDU-Mitglied ist, verheiratet. Gemeinsam haben sie zwei Kinder. Nach der Heirat übernahm er den Nachnamen Prenzler seiner Ehefrau und legte den Nachnamen Thümler ab.